# Mr.中川
Mr.中川（ミスター・なかがわ、1989年8月11日 - ）は、日本のプロレス団体DRAGON GATE所属のレフェリー。
本名は中川 僚（なかがわ つかさ）。滋賀県近江八幡市出身。身長165cm、体重60kg、血液型O型。

## 経歴
- 2012年3月、龍谷大学経済学部卒業。
- 2013年8月18日、DRAGON GATE博多スターレーン大会の琴香対富永千浩戦でデビュー。
- 2023年4月24日、体調不良で休業していたが治療専念のため正式に退団した[2]。
- 同年8月、レフェリー復帰。DRAGON GATEに数試合参加。以降は、選手自主興行大会、みちのくプロレス、九州プロレスなどに参加している。

## タイトル歴
- オープン・ザ・お笑いゲート王座（第23代）